# R. M. 헤어
리처드 머빈 헤어 (Richard Mervyn Hare, 1919–2002)는 일반적으로 R. M. 헤어(R. M. Hare)로 알려진 인물로, 1966년부터 1983년까지 옥스퍼드 대학교에서 도덕 철학 교수로 재직 한 영국의 도덕 철학자이다. 그는 이후 플로리다 대학에서 수년간 가르쳤다. 그의 메타윤리학 이론은 20세기 후반에 영향을 미쳤다.
규범주의를 메타 윤리 이론으로 발전시킨 것으로 가장 잘 알려져 있으며, 도덕 담론의 형식적 특징을 분석하여 선호 공리주의를 정당화하였다.
일련의 책에서 보편적 규범주의 이론을 구체화했다. 이에 따르면 '좋은', '당위', '옳음'과 같은 도덕적 용어에는 보편화 가능성 과 규정성이라는 두 가지 논리적 또는 의미론적 속성이 있다. 그는 누군가가 진심으로 "X를 해야 한다"고 말한 다음 X를 하지 않는 것은 의미가 없다고 주장했다. 의지의 약함을 고려하지 않는 것처럼 보였기 때문에, 이는 그의 철학체계의 약점으로 지적되었다.